# Nutrition animale

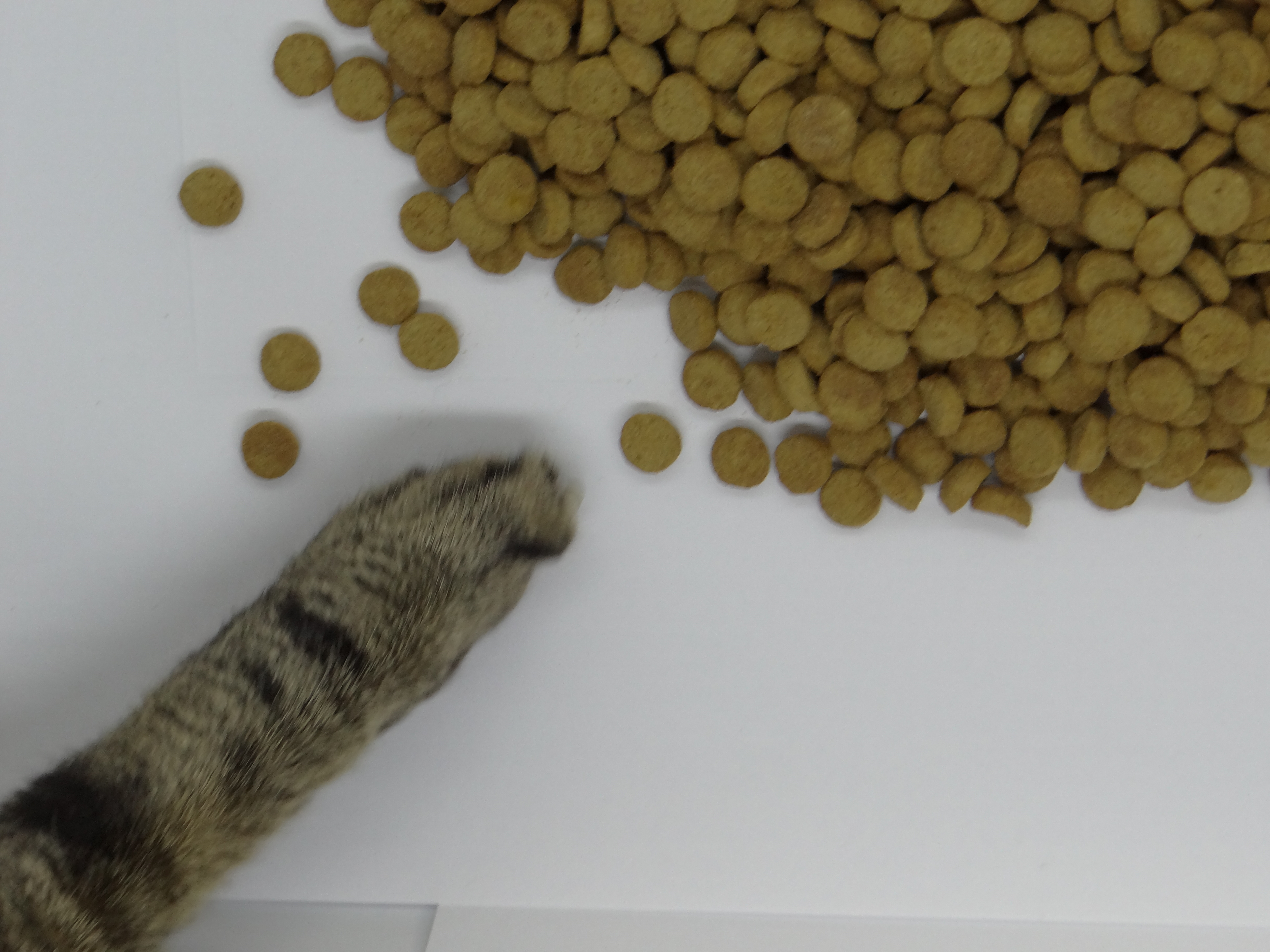
Croquette pour chat.

La nutrition animale se concentre sur les besoins en nutriments alimentaires des animaux (élevage, zoos, aquariums, animaux domestiques) et de la gestion de la faune.

## Constituants de l'alimentation
Les macronutriments (à l'exclusion des fibres et de l'eau) fournissent du matériel structurel (acides aminés à partir desquels les protéines sont construites et des lipides à partir desquels les membranes cellulaires et certaines molécules de signalisation sont construites) et l'énergie. Une partie du matériau structurel peut être utilisée pour générer de l'énergie en interne, bien que l'énergie nette dépende de facteurs tels que l'absorption et l'effort digestif, qui varient considérablement d'un cas à l'autre. Les vitamines, les minéraux, les fibres et l'eau ne fournissent pas d'énergie, mais sont nécessaires pour d'autres raisons. Une matière alimentaire de troisième classe, la fibre (c'est-à-dire une matière non digestible telle que la cellulose), semble également nécessaire, pour des raisons à la fois mécaniques et biochimiques, bien que les raisons exactes restent floues.
Les molécules de glucides et de graisses sont constituées d'atomes de carbone, d'hydrogène et d'oxygène. Les glucides vont des monosaccharides simples (glucose, fructose, galactose) aux polysaccharides complexes (amidon). Les graisses sont des triglycérides, constitués de monomères d'acides gras assortis liés au squelette du glycérol. Certains acides gras, mais pas tous, sont indispensables à l'alimentation : ils ne peuvent pas être synthétisés par l'organisme. Les protéines contiennent des atomes d'azote en plus du carbone, de l'oxygène et de l'hydrogène. Les composants fondamentaux des protéines sont les acides aminés contenant de l'azote. Les acides aminés essentiels ne peuvent pas être fabriqués par l'animal. Certains des acides aminés sont convertibles (avec la dépense d'énergie) en glucose et peuvent être utilisés pour la production d'énergie tout comme le glucose ordinaire. En décomposant les protéines existantes, du glucose peut être produit en interne ; les acides aminés restants sont rejetés, principalement sous forme d'urée dans l'urine. Cela ne se produit normalement que pendant une famine prolongée.
D'autres substances alimentaires présentes dans les aliments végétaux (produits phytochimiques, polyphénols) ne sont pas identifiées comme des nutriments essentiels, mais semblent avoir un impact à la fois positif et négatif sur la santé. La plupart des aliments contiennent un mélange de certaines ou de toutes les classes de nutriments, ainsi que d'autres substances. Certains nutriments peuvent être stockés en interne (par exemple, les vitamines liposolubles), tandis que d'autres sont requis de manière plus ou moins continue. Une mauvaise santé peut être causée par un manque de nutriments nécessaires ou, dans des cas extrêmes, une trop grande quantité d'un nutriment nécessaire. Par exemple, le sel fournit du sodium et du chlorure, deux nutriments essentiels, mais causera des maladies ou même la mort en trop grande quantité.
Les fibres alimentaires sont des glucides (polysaccharide ou oligosaccharide) qui ne sont pas complètement absorbés chez certains animaux.

### Protéine
Les protéines sont à la base de nombreuses structures corporelles animales (par exemple, les muscles, la peau et les poils). Ils forment également les enzymes qui contrôlent les réactions chimiques dans tout le corps. Chaque molécule est composée d'acides aminés qui se caractérisent par l'inclusion d'azote et parfois de soufre. Le corps a besoin d'acides aminés pour produire de nouvelles protéines (rétention des protéines) et pour remplacer les protéines endommagées (entretien). Comme il n'y a pas de provision de stockage de protéines ou d'acides aminés, les acides aminés doivent être présents dans l'alimentation. Les acides aminés en excès sont éliminés, généralement dans l'urine. Pour tous les animaux, certains acides aminés sont essentiels (un animal ne peut pas les produire en interne) et d'autres non essentiels (l'animal peut les produire à partir d'autres composés azotés). Une alimentation contenant des quantités adéquates d'acides aminés (surtout ceux qui sont essentiels) est particulièrement importante dans certaines situations : au cours du développement précoce et de la maturation, de la grossesse, de l'allaitement ou d'une blessure (une brûlure, par exemple).
Quelques acides aminés des protéines peuvent être convertis en glucose et utilisés comme carburant grâce à un processus appelé gluconéogenèse ; cela se fait en quantité uniquement pendant la famine.

### Minéraux
Les minéraux alimentaires sont les éléments chimiques nécessaires aux organismes vivants, autres que les quatre éléments carbone, hydrogène, azote et oxygène présents dans presque toutes les molécules organiques. Le terme «minéral» est archaïque, puisque l'intention est de décrire simplement les éléments les moins courants de l'alimentation.
Certains sont structurels, mais beaucoup jouent un rôle d'électrolytes. Ceux-ci inclus:
- Calcium, un électrolyte courant, mais également nécessaire sur le plan structurel (pour la santé des muscles et du système digestif, des os, certaines formes neutralisent l'acidité, peuvent aider à éliminer les toxines et fournir des ions de signalisation pour les fonctions nerveuses et membranaires) ;
- Chlore, sous forme d'ions chlorure ; électrolyte très commun
- Magnésium, nécessaire au traitement de l'ATP et aux réactions associées (construit les os, provoque un péristaltisme fort, augmente la flexibilité, augmente l'alcalinité) ;
- Phosphore, composant nécessaire des os; essentiel pour le traitement de l'énergie[3] ;
- Potassium, un électrolyte très courant (santé cardiaque et nerveuse) ;
- Sodium, un électrolyte très courant
- Soufre pour trois acides aminés et donc de nombreuses protéines (peau, cheveux, ongles, foie et pancréas)

De nombreux éléments sont nécessaires en quantités infimes, généralement parce qu'ils jouent un rôle de catalyseur dans les enzymes.

### Vitamines
Les carences en vitamines peuvent entraîner des maladies. L'excès de certaines vitamines est également dangereux pour la santé (notamment la vitamine A), et les chercheurs en nutrition animale sont parvenus à établir des niveaux sûrs pour certains animaux de compagnie courants. Une carence ou un excès de minéraux peut également avoir de graves conséquences sur la santé.

### Cendres
Bien qu'il ne s'agisse pas d'un nutriment en tant que tel, une inscription pour les cendres se trouve parfois sur les étiquettes nutritionnelles, en particulier pour les aliments pour animaux de compagnie. Cette entrée mesure le poids de matière inorganique qui reste après que les aliments aient été brûlés pendant deux heures à 600 °C. Ainsi, il n'inclut pas l'eau, les fibres et les nutriments qui fournissent des calories, mais il inclut certains nutriments, tels que les minéraux.
Trop de cendres peuvent contribuer au syndrome urologique félin chez les chats domestiques.

## Flore bactérienne intestinale
Les intestins des animaux contiennent une grande population de flore intestinale qui est essentielle à la digestion et qui est également affectée par les aliments consommés.